# Утии
Утии — античное племя, обитавшее на территории Кавказской Албании. Некоторые учёные полагают, что утии были кавказскими албанами, а другие считают их переселившимися на Кавказ древними греками. 

## История
По свидетельствам Страбона, на их землях располагался город в Албании, где жили фессалийцы из племени айниан; по другой версии, «айнианы» — искажение местного названия «утии».  Кроме этого, Страбон упоминает ещё одно племя утиев, живших севернее племён албанов и каспиев на берегу Каспийского моря. Некоторые считают утиев предками современных удин, но по другим утверждениям, два этих племени могли жить в одно и то же время. В. В. Николаев отождествляет утиев с гутиями. А. Туаллагов описывает утиев как кавказских тохаров и говорит, что они пришли с территории племени Юэчжи. И. М. Дьяконов утверждает, что часть утиев входили в состав скифского царства в Закавказье. 3. И. Ямпольский обращал внимание на то обстоятельство, что в «Истории страны Алуанк», приписываемой Мовсесу Каганкатваци, термины «страна утиев» и «Албания» употребляются синонимически и что местное население называется то «утии», то «албанцы», из чего можно заключить, что «утии» было самоназванием коренного населения Албании. По версии Маркварта утии были исключены из состава Персии и обложены податью за переход на сторону Вахьяздаты. Играр Алиев говорил, что утии прежде жили южнее Аракса, на территории Иранского Азербайджана, то есть там, где прежде (по шумеро-аккадским данным) жили кутии. Затем (I век н. э.) утии продвинулись на север, и Аракс разделял их земли от Атропатены.